# Gagée jaune
Gagea lutea
Espèce
La Gagée jaune (Gagea lutea), également appelée Ornithogale jaune, est une petite plante à bulbe du genre des gagées et de la famille des Liliacées.

## Description
La Gagée jaune produit des fleurs jaunes à six tépales libres formant une étoile. Les feuilles sont à nervures parallèles.

## Statut de protection
Elle est inscrite dans la liste des espèces végétales protégées sur l'ensemble du territoire français métropolitain en Annexe 1 (espèces strictement protégées).

## Habitat
Bois clairs et frais, lisières, pâturages dans des régions collinéennes à montagneuses jusqu'à 1 500 m d'altitude.

## Illustrations

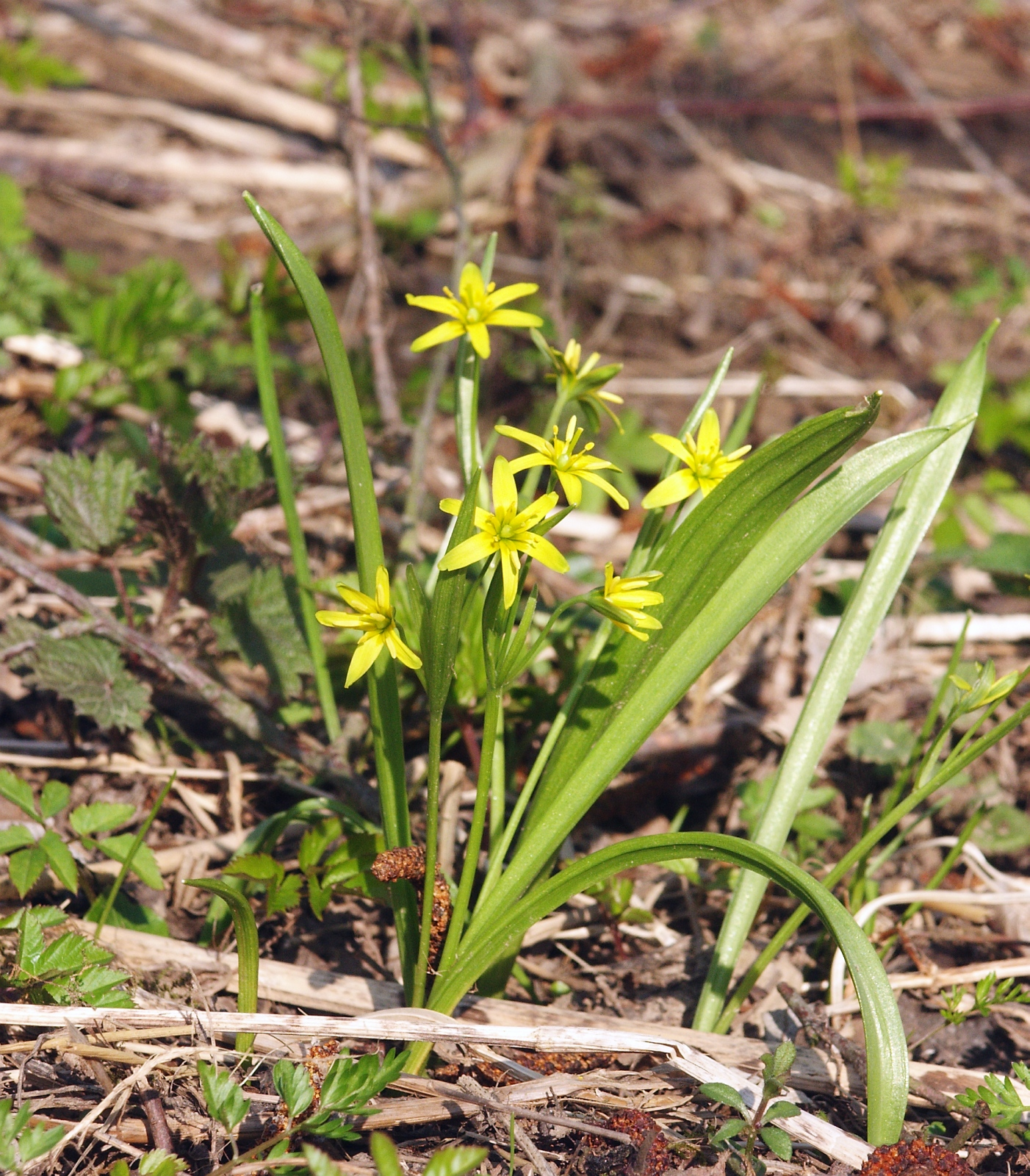
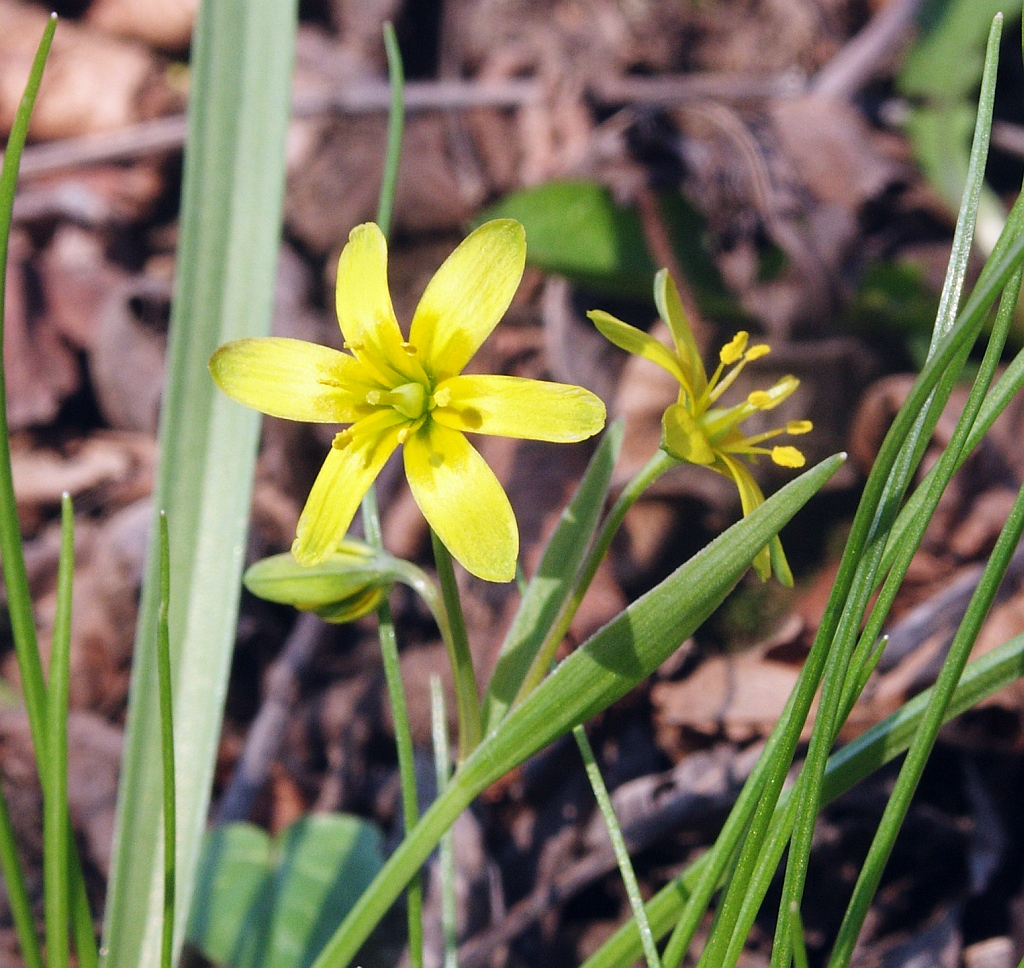
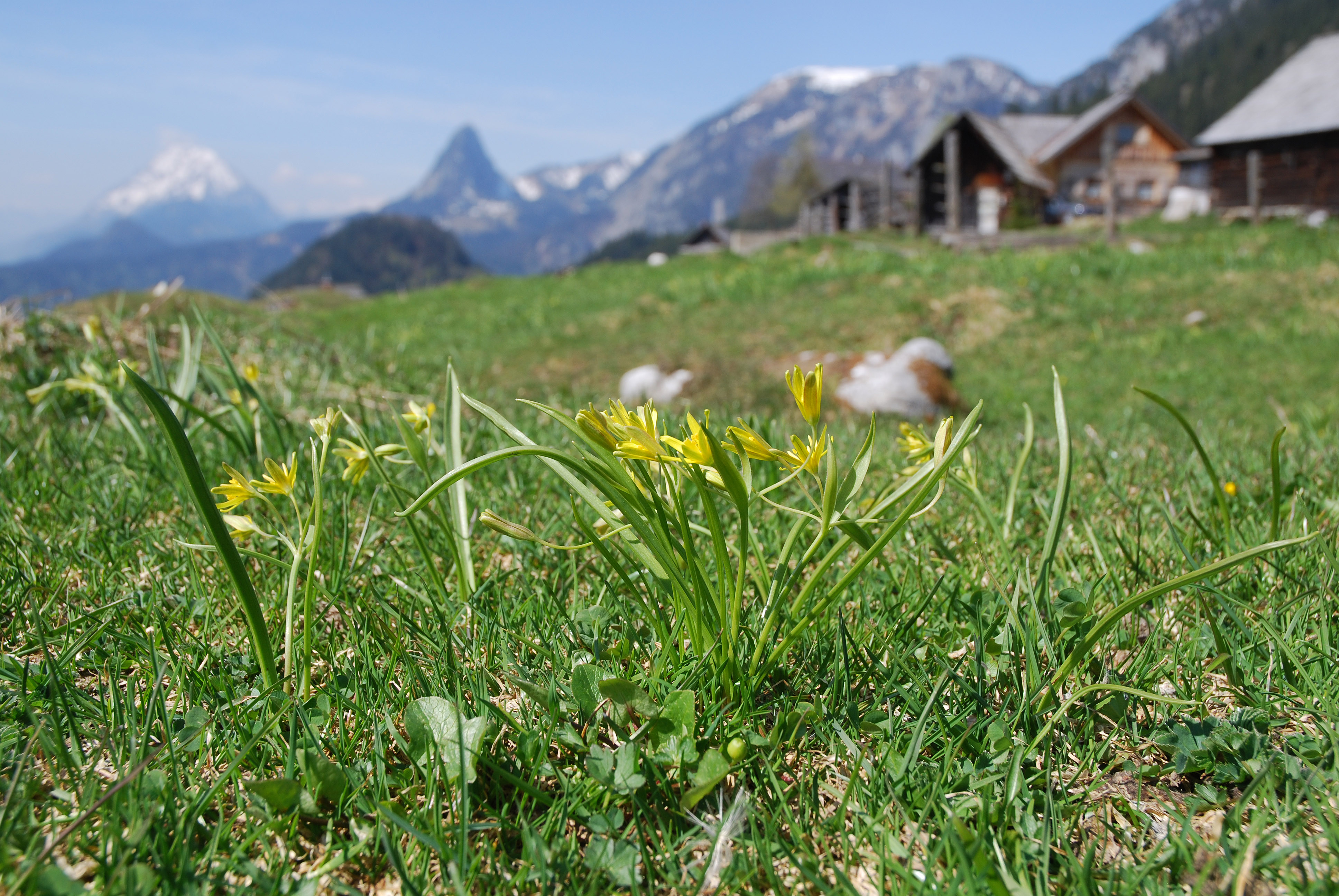
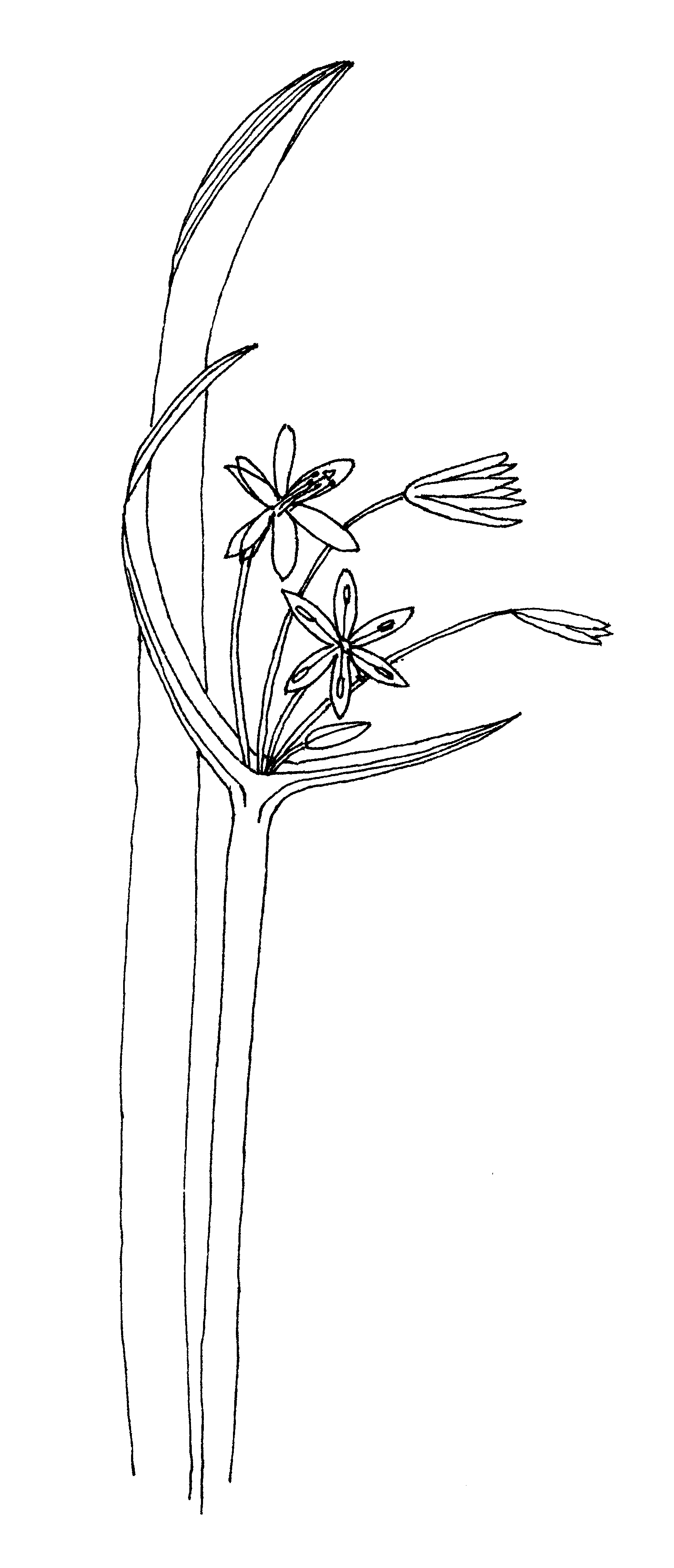

## Usages alimentaires
Selon l'ethnobotaniste François Couplan (2009) Les feuilles (uniquement jeunes) et le bulbe de G. lutea semblent avoir autrefois été consommés dans presque toute l'Europee et dans le nord-est de l'Asie. Devenue rares et protégées sur une partie de son aire de répartition, leur consommation est interdite ou non recommandée ailleurs.